# Gilberto Ribeiro Gonçalves
Gilberto Ribeiro Gonçalves (Andradina, Brasil; 13 de septiembre de 1980) es un exfutbolista brasileño que se desempeñaba como delantero.
En 2003, Gil jugó 4 veces para la selección de fútbol de Brasil.

## Trayectoria

### Clubes
| Club                   | País   | Año       |
| ---------------------- | ------ | --------- |
| Corinthians Paulista   | Brasil | 2000-2005 |
| Tokyo Verdy            | Japón  | 2005      |
| Cruzeiro               | Brasil | 2006      |
| Gimnàstic de Tarragona | España | 2006-2007 |
| Internacional          | Brasil | 2007-2009 |
| Botafogo               | Brasil | 2008      |
| Flamengo               | Brasil | 2009-2010 |
| ABC                    | Brasil | 2014      |
| Juventus               | Brasil | 2015      |

### Selección nacional
| Selección | País   | Año  |
| --------- | ------ | ---- |
| Absoluta  | Brasil | 2003 |

## Estadística de equipo nacional
| Selección de fútbol de Brasil | Selección de fútbol de Brasil | Selección de fútbol de Brasil |
| Año                           | Part.                         | Goles                         |
| ----------------------------- | ----------------------------- | ----------------------------- |
| 2003                          | 4                             | 1                             |
| Total                         | 4                             | 1                             |